# Villers-la-Montagne
Villers-la-Montagne (Luxemburgs: Biergweller) is een gemeente in het Franse departement Meurthe-et-Moselle (regio Grand Est). De plaats maakt deel uit van het arrondissement Briey. Villers-la-Montagne telde op 1 januari 2022 1.562 inwoners.

## Geografie
De oppervlakte van Villers-la-Montagne bedroeg op 1 januari 2022 18,12 vierkante kilometer; de bevolkingsdichtheid was toen 86,2 inwoners per km².

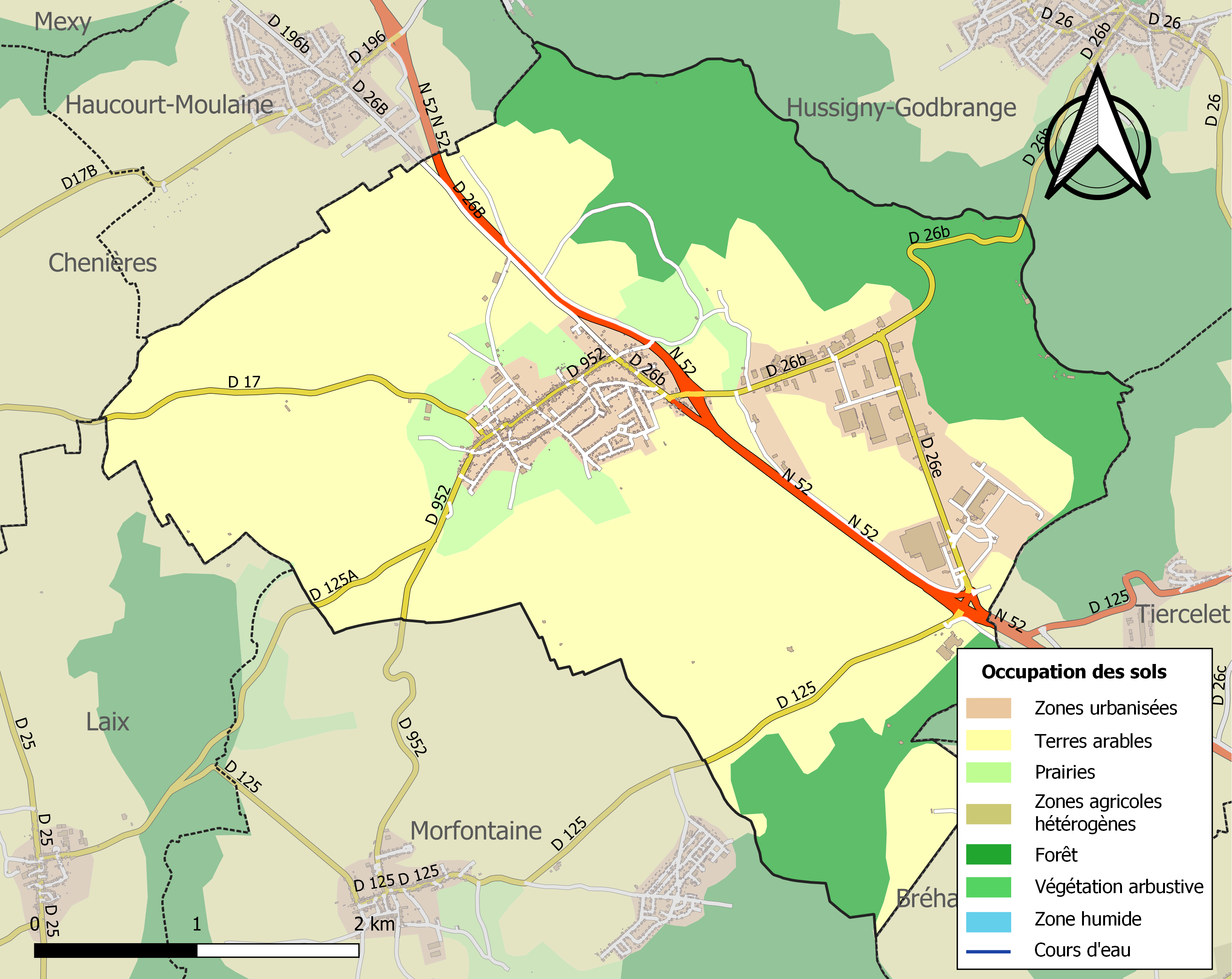
Kaart van de gemeente met de belangrijkste infrastructuur, bodemgebruik en omliggende gemeenten

## Demografie
Onderstaande figuur toont het verloop van het inwonertal (bron: INSEE-tellingen).